# Роглєв Микола Йосипович
Роглєв Микола Йосипович (17 грудня 1939, Мукачеве) — інженер, багаторічний міський голова Мукачевого (1979—1991).

## Біографія
Народився у передмісті Мукачева Росвигові в багатодітній родині Йосипа Христовича Роглєва (за походженням із села Стрелец Великотирнавського округу Болгарії). За спогадами Миколи Роглєва, батько на світанку будив дітей, і до пізнього вечора родина працювала на землі. Після виникнення колгоспів, росвигівські болгари, що об'єдналися в сільгоспартіль ім. Димитрова, домоглись високих урожаїв усіх культур. Багато з них стали Героями Праці, у тому числі і батько Йосип Роглєв.
Свій трудовий стаж Микола Роглєв після закінчення Львівського лісотехнічного інституту розпочав майстром на меблевому комбінаті і закінчив головним інженером Мукачівської лижної фабрики.
Через успіхи у виробництві ним зацікавилось керівництво міста, і йому запропонували очолити Мукачівський міськвиконком. На цій посаді працював у 1979—1991 роках — найтриваліший час серед голів виконкомів Мукачевого після входження Закарпаття до України.
Ставши міським головою, перш за все вирішив ліквідувати черги на отримання квартир. Нагальним було і будівництво шкіл, дитсадків, магазинів. Підключав промислові підприємства, «вибивав» із центру відповідні кошти. В результаті було реконструйовано цегельний завод, побудовано цех газифікації, резервуари для забезпечення міста водою, водозабори в Чинадійовому, Кольчино, у самому Мукачеві. Майже усі міські жителі, зокрема й ті, котрі проживали на окраїнах, одержали воду і газ. Добудували стоматологічну поліклініку, урологічний корпус лікарні, Будинок побуту, Дитячо-юнацьку спортивну школу, звели корпуси і гуртожитки педучилища, сім дитсадків (по 30 місць у кожному). Через місцеву річку Латорицю збудовано мости — з вулиці Садової в Росвигові та в Підгорянах. У Росвигові виросли нові квартали з сучасними поверхівками.
За головування Миколи Йосиповича розпочалося й будівництво церков, чим урегулювалися міжконфесійні суперечки у місті.
За вагомий вклад в соціально-економічний та культурний розвиток міста йому присвоєно звання «Почесний громадянин міста Мукачева» (2002).

## Джерело
- Пагиря В. В., Федів Є. Т. Творці історії Мукачева. — Ужгород: ТДВ «Патент», 2011. — 120 с., іл. ISBN 978-617-589-012-7